# Osvaldo Martini
Osvaldo Martini (Castelfranco di Sotto, 17 aprile 1911 – Castelfranco di Sotto, 19 febbraio 1977) è stato un calciatore italiano, di ruolo attaccante.

## Caratteristiche tecniche
Giocava come ala.

## Carriera
Dopo aver giocato nel Castelfranco di Sotto e nel Santa Croce sull'Arno, giocò in Serie A con il Livorno.

## Palmarès

### Club

#### Competizioni nazionali
- Serie B: 1

Livorno: 1929-1930